# Goldfrapp/Diskografie
Diese Diskografie ist eine Übersicht über die musikalischen Werke des britischen Duos Goldfrapp. Den Schallplattenauszeichnungen zufolge hat es bisher mehr als 1,1 Millionen Tonträger verkauft. Seine erfolgreichste Veröffentlichung ist das Album Supernature mit über 300.000 verkauften Einheiten.

## Alben

### Studioalben
| Jahr | Titel Musiklabel   | Höchstplatzierung, Gesamtwochen, AuszeichnungChartplatzierungen (Jahr, Titel, Musiklabel, Platzierungen, Wochen, Auszeichnungen, Anmerkungen) | Höchstplatzierung, Gesamtwochen, AuszeichnungChartplatzierungen (Jahr, Titel, Musiklabel, Platzierungen, Wochen, Auszeichnungen, Anmerkungen) | Höchstplatzierung, Gesamtwochen, AuszeichnungChartplatzierungen (Jahr, Titel, Musiklabel, Platzierungen, Wochen, Auszeichnungen, Anmerkungen) | Höchstplatzierung, Gesamtwochen, AuszeichnungChartplatzierungen (Jahr, Titel, Musiklabel, Platzierungen, Wochen, Auszeichnungen, Anmerkungen) | Höchstplatzierung, Gesamtwochen, AuszeichnungChartplatzierungen (Jahr, Titel, Musiklabel, Platzierungen, Wochen, Auszeichnungen, Anmerkungen) | Anmerkungen                              |
| Jahr | Titel Musiklabel   | DE | AT | CH | UK | US | Anmerkungen                              |
| ---- | ------------------ | --- | --- | --- | --- | --- | ---------------------------------------- |
| 2000 | Felt Mountain Mute | DE36 (9 Wo.)DE | AT44 (4 Wo.)AT | CH98 (1 Wo.)CH | UK57 Gold · (10 Wo.)UK | — | Erstveröffentlichung: 19. September 2000 |
| 2003 | Black Cherry Mute  | DE25 (4 Wo.)DE | — | CH41 (4 Wo.)CH | UK19 Platin · (42 Wo.)UK | — | Erstveröffentlichung: 28. April 2003     |
| 2005 | Supernature Mute   | DE26 (4 Wo.)DE | AT33 (5 Wo.)AT | CH29 (5 Wo.)CH | UK2 Platin · (40 Wo.)UK | US138 (2 Wo.)US | Erstveröffentlichung: 22. August 2005    |
| 2008 | Seventh Tree Mute  | DE21 (3 Wo.)DE | AT37 (3 Wo.)AT | CH11 (6 Wo.)CH | UK2 Gold · (14 Wo.)UK | US48 (3 Wo.)US | Erstveröffentlichung: 22. Februar 2008   |
| 2010 | Head First Mute    | DE28 (3 Wo.)DE | AT33 (4 Wo.)AT | CH14 (4 Wo.)CH | UK6 Silber · (6 Wo.)UK | US45 (2 Wo.)US | Erstveröffentlichung: 19. März 2010      |
| 2013 | Tales of Us Mute   | DE9 (3 Wo.)DE | AT24 (2 Wo.)AT | CH8 (5 Wo.)CH | UK4 Silber · (8 Wo.)UK | US75 (1 Wo.)US | Erstveröffentlichung: 6. September 2013  |
| 2017 | Silver Eye Mute    | DE31 (2 Wo.)DE | AT27 (1 Wo.)AT | CH24 (3 Wo.)CH | UK6 (5 Wo.)UK | US118 (1 Wo.)US | Erstveröffentlichung: 31. März 2017      |

### Livealben
- 2004: Wonderful Electric (Musiklabel: Mute)

### Kompilationen
| Jahr | Titel Musiklabel | Höchstplatzierung, Gesamtwochen, AuszeichnungChartplatzierungen (Jahr, Titel, Musiklabel, Platzierungen, Wochen, Auszeichnungen, Anmerkungen) | Höchstplatzierung, Gesamtwochen, AuszeichnungChartplatzierungen (Jahr, Titel, Musiklabel, Platzierungen, Wochen, Auszeichnungen, Anmerkungen) | Höchstplatzierung, Gesamtwochen, AuszeichnungChartplatzierungen (Jahr, Titel, Musiklabel, Platzierungen, Wochen, Auszeichnungen, Anmerkungen) | Höchstplatzierung, Gesamtwochen, AuszeichnungChartplatzierungen (Jahr, Titel, Musiklabel, Platzierungen, Wochen, Auszeichnungen, Anmerkungen) | Höchstplatzierung, Gesamtwochen, AuszeichnungChartplatzierungen (Jahr, Titel, Musiklabel, Platzierungen, Wochen, Auszeichnungen, Anmerkungen) | Anmerkungen                           |
| Jahr | Titel Musiklabel | DE | AT | CH | UK | US | Anmerkungen                           |
| ---- | ---------------- | --- | --- | --- | --- | --- | ------------------------------------- |
| 2012 | The Singles Mute | — | — | CH98 (1 Wo.)CH | UK6 Silber · (6 Wo.)UK | — | Erstveröffentlichung: 3. Februar 2012 |

Weitere Kompilationen
- 2006: We Are Glitter (Musiklabel: Mute)

### Soundtracks
- 2004: My Summer of Love
- 2009: Nowhere Boy

### EPs
- 2005: Live 2005
- 2006: Live in London
- 2006: Live Session
- 2008: iTunes Originals – Goldfrapp
- 2010: iTunes Festival London – Goldfrapp

## Singles

### Als Leadmusiker
| Jahr | Titel Album                                  | Höchstplatzierung, Gesamtwochen, AuszeichnungChartplatzierungen (Jahr, Titel, Album, Platzierungen, Wochen, Auszeichnungen, Anmerkungen) | Höchstplatzierung, Gesamtwochen, AuszeichnungChartplatzierungen (Jahr, Titel, Album, Platzierungen, Wochen, Auszeichnungen, Anmerkungen) | Höchstplatzierung, Gesamtwochen, AuszeichnungChartplatzierungen (Jahr, Titel, Album, Platzierungen, Wochen, Auszeichnungen, Anmerkungen) | Höchstplatzierung, Gesamtwochen, AuszeichnungChartplatzierungen (Jahr, Titel, Album, Platzierungen, Wochen, Auszeichnungen, Anmerkungen) | Anmerkungen                                         |
| Jahr | Titel Album                                  | DE | AT | CH | UK | Anmerkungen                                         |
| ---- | -------------------------------------------- | --- | --- | --- | --- | --------------------------------------------------- |
| 2001 | Human Felt Mountain                          | — | — | — | UK87 (1 Wo.)UK |                                                     |
| 2001 | Utopia (Genetically Enriched) Felt Mountain  | — | — | — | UK62 (2 Wo.)UK |                                                     |
| 2001 | Pilots (On a Star)/Lovely Head Felt Mountain | — | — | — | UK68 (2 Wo.)UK |                                                     |
| 2003 | Train Black Cherry                           | — | — | — | UK23 (3 Wo.)UK | Erstveröffentlichung: 14. April 2003                |
| 2003 | Strict Machine Black Cherry                  | — | — | — | UK25 (4 Wo.)UK | Erstveröffentlichung: 21. Juli 2003                 |
| 2003 | Twist Black Cherry                           | — | — | — | UK31 (2 Wo.)UK | Erstveröffentlichung: 3. November 2003              |
| 2004 | Black Cherry                                 | — | — | — | UK28 (2 Wo.)UK |                                                     |
| 2004 | Strict Machine ’04 Black Cherry              | — | — | — | UK20 (3 Wo.)UK |                                                     |
| 2005 | Ooh La La Supernature                        | DE82 (2 Wo.)DE | AT66 (1 Wo.)AT | CH96 (2 Wo.)CH | UK4 Silber · (16 Wo.)UK | Erstveröffentlichung: 8. August 2005                |
| 2005 | Number 1 Supernature                         | DE73 (7 Wo.)DE | — | — | UK9 (5 Wo.)UK |                                                     |
| 2006 | Ride a White Horse Supernature               | — | — | — | UK15 (4 Wo.)UK |                                                     |
| 2006 | Fly Me Away Supernature                      | — | — | — | UK26 (2 Wo.)UK |                                                     |
| 2008 | A&E Seventh Tree                             | DE98 (1 Wo.)DE | — | — | UK10 (9 Wo.)UK | Erstveröffentlichung: 11. Februar 2008              |
| 2008 | Happiness Seventh Tree                       | — | — | — | UK25 (4 Wo.)UK | Erstveröffentlichung: 14. April 2008                |
| 2008 | Caravan Girl Seventh Tree                    | — | — | — | UK54 (1 Wo.)UK | Erstveröffentlichung: 30. Juni 2008                 |
| 2010 | Rocket Head First                            | DE32 (11 Wo.)DE | AT38 (9 Wo.)AT | CH50 (5 Wo.)CH | UK47 (4 Wo.)UK | Erstveröffentlichung: 25. Januar 2010               |
| 2010 | Alive Head First                             | — | — | — | — | Erstveröffentlichung: 29. März 2010                 |
| 2010 | Believer Head First                          | — | — | — | — | Erstveröffentlichung: 16. August 2010               |
| 2012 | Melancholy Sky The Singles                   | — | — | — | — | Erstveröffentlichung: 9. Januar 2012                |
| 2014 | Thea Tales of Us                             | — | — | — | — | Erstveröffentlichung: 10. März 2014                 |
| 2017 | Anymore Silver Eye                           | — | — | — | — | Erstveröffentlichung: 23. Januar 2017               |
| 2017 | Ocean –                                      | — | — | — | — | Erstveröffentlichung: 21. Mai 2017 feat. Dave Gahan |

## Musikvideos
| Jahr | Musikvideo                         | Regie             |
| ---- | ---------------------------------- | ----------------- |
| 2000 | Lovely Head                        | Wolfgang Tillmans |
| 2000 | Utopia                             | Dylan Kendle      |
| 2001 | Human                              | Jake Scott        |
| 2001 | Pilots (On a Star)                 | James Griffiths   |
| 2003 | Train                              | Dawn Shadforth    |
| 2003 | Strict Machine                     | Jonas Odell       |
| 2004 | Twist                              | H5                |
| 2004 | Black Cherry                       | The Makers        |
| 2005 | Ooh La La                          | Dawn Shadforth    |
| 2005 | Number 1                           | Dawn Shadforth    |
| 2006 | Ride a White Horse                 | Diane Martel      |
| 2006 | Fly Me Away (Exklusiv auf MySpace) | Unbekannt         |
| 2008 | A&E                                | Dougal Wilson     |
| 2008 | Happiness                          | Dougal Wilson     |
| 2008 | Caravan Girl                       | The Malloys       |
| 2010 | Rocket                             | Kim Gehrig        |
| 2010 | Alive                              | Legs              |

## Promoveröffentlichungen
Promo-Singles
- 2001: Big Black Cloud, Little White Lie
- 2003: Yes Sir
- 2005: Slide In
- 2013: Drew
- 2013: Annabel
- 2017: Ocean
- 2017: Moon In Your Mouth

## Statistik

### Chartauswertung
|                     | DE    | AT    | CH    | UK    | US    |
| ------------------- | ----- | ----- | ----- | ----- | ----- |
| Nummer-eins-Alben   | DE—DE | AT—AT | CH—CH | UK—UK | US—US |
| Top-10-Alben        | DE1DE | AT—AT | CH1CH | UK6UK | US—US |
| Alben in den Charts | DE7DE | AT6AT | CH8CH | UK8UK | US5US |

|                       | DE    | AT    | CH    | UK     |
| --------------------- | ----- | ----- | ----- | ------ |
| Nummer-eins-Singles   | DE—DE | AT—AT | CH—CH | UK—UK  |
| Top-10-Singles        | DE—DE | AT—AT | CH—CH | UK3UK  |
| Singles in den Charts | DE4DE | AT2AT | CH2CH | UK16UK |

### Auszeichnungen für Musikverkäufe
| Goldene Schallplatte - Irland - 2005: für das Album Supernature |

Anmerkung: Auszeichnungen in Ländern aus den Charttabellen bzw. Chartboxen sind in ebendiesen zu finden.
| Land/RegionAuszeichnungen für Musikverkäufe (Land/Region, Auszeichnungen, Verkäufe, Quellen) | Silber     | Gold     | Platin     | Verkäufe  | Quellen        |
| -------------------------------------------------------------------------------------------- | ---------- | -------- | ---------- | --------- | -------------- |
| Irland (IRMA)                                                                                | —          | Gold1    | —          | 7.500     | irishcharts.ie |
| Vereinigtes Königreich (BPI)                                                                 | 4× Silber4 | 2× Gold2 | 2× Platin2 | 1.180.000 | bpi.co.uk      |
| Insgesamt                                                                                    | 4× Silber4 | 3× Gold3 | 2× Platin2 |           |                |